# Münchner Oratorienchor
Der Münchner Oratorienchor e.V. ist ein Konzert- und Oratorienchor in München in Bayern.

## Geschichte
Gegründet wurde der Chor 1878 als 'Lehrergesangverein' und zählte um die Jahrhundertwende fast 800 Chormitglieder. Im Jahre 1906 wurde eine langjährige Verbindung mit der Musikalischen Akademie begründet, die länger als fünf Jahrzehnte andauerte und die Entwicklung des Chores prägte. Seit Anfang der 1970er Jahre arbeitet der Chor mit wechselnden Orchestern zusammen und finanziert seine Konzerte als eingetragener Verein selbst.
Dank der hohen Zahl der Sängerinnen und Sänger und des außerordentlichen Engagements seiner Mitglieder riss die musikalische Aktivität des Chores nie ab, insbesondere auch nicht während der beiden Weltkriege. So haben große oratorische Werke, wie etwa Beethovens 9. Sinfonie oder Mozarts Requiem trotz schwieriger Bedingungen stattfinden können.
Der Münchner Oratorienchor, wie der Lehrergesangverein seit 1995 heißt, hat im Laufe der Zeit unter Dirigenten wie Hans Knappertsbusch, Max Reger oder Richard Strauss – und in jüngerer Zeit – Sir Georg Solti und Wolfgang Sawallisch gesungen. 
Geprägt wurde die musikalische Arbeit des Chores von seinen künstlerischen Leitern, wie Generalmusikdirektor Ulrich Weder, der den Chor von 1999 bis 2008 leitete, oder Robert Blank, nun Chorleiter beim WDR Rundfunkchor Köln.

## Programm
Mit etwa 80 Sängerinnen und Sängern bringt der Chor Werke aus der geistlichen und weltlichen Chorliteratur zur Aufführung – von Händels Messias und Haydns Schöpfung über das Requiem von Verdi und die Carmina Burana von Carl Orff bis hin zu Uraufführungen zeitgenössischer Werke, wie etwa zweier Fragmente aus einer Oper zu König Dawid von Wilfried Hiller oder den Confessiones von Steffen Wick. 
Der Chor trat im Herkulessaal der Münchner Residenz, der Philharmonie im Gasteig, der Isarphilharmonie oder dem Prinzregententheater auf. Gastauftritte außerhalb Münchens, erfolgten in der Stuttgarter Liederhalle oder im KKL in Luzern.

## Künstlerische Leiter
- 1878–1900: Albin Sturm
- 1900–1906: Viktor Glut
- 1907–1911: Fritz Cortolezis
- 1911–1914: Hugo Röhr
- 1914–1922: Eduard Zengerle
- 1922–1924: Robert Heger
- 1925–1930: Eduard Zengerle
- 1930–1935: GMD Hans Knappertsbusch
- 1935–1939: Richard Trunk
- 1939–1949: Josef Kugler
- 1949–1950: Franz Gottschaller
- 1950–1991: Jürg Popp
- 1961–1980: Wolfgang Baumgart
- 1980–1995: Hans-Peter Rauscher
- 1995–1999: Andreas Hantke
- 1999–2008: Ulrich Weder
- 2008–2014: Robert Blank
- 2014–2023: André Gold
- seit 2023: Stellario Fagone